# Kowloon-Canton Railway
La Kowloon-Canton Railway, abbreviata in KCR, è il sistema di trasporto ferroviario di superficie di Hong Kong.
La prima tratta è stata inaugurata nel 1910 ed i primi treni erano a vapore. Da allora la rete è cresciuta fino a comprendere 32 stazioni ferroviarie e 68 stazioni tranviarie. Al 1911 le KCR possedeva quattro locomotive a vapore, otto carrozze e 40 carri.
Dal 1982 la ferrovia venne presa in gestione dalla Kowloon-Canton Railway Corporation (una "statutory public corporatione interamente controllata del governo di Hong Kong).
Dal 2007 la KCRC rilasciò una concessione di servizio per parecchie linee alla MTR Corporation Limited, l'altra grande impresa di trasporto pubblico esistente sul territorio, anch'essa in parte (51%) di sua proprietà.

## Le linee
- KCR East Rail: tra East Tsim Sha Tsui e Lo Wu da dove partono i servizi ferroviari verso Pechino, Canton, Shanghai.
- KCR Light Rail Tra le città di Tuen Mun, Yuen Long e Tin Shui Wai.
- KCR West Rail: Tra Nam Cheong e Tuen Mun
- KCR Ma On Shan Rail: Tra Tai Wai e Wu Kai Sha